# Edwin Hatch
Edwin Hatch, född den 4 september 1835 i Derby, död den 10 november 1889 i Oxford, var en engelsk teolog.
Hatch, som sedan 1867 var universitetslärare, exeget och kyrkohistorisk forskare i Oxford, var 1867–1885 prorektor vid Saint Mary's Hall där. Hans forskningar rörande den äldsta kristna kyrkans organisation ansågs på sitt område epokgörande av hans samtid. Den svensk-danske forskaren Olof Linton visade emellertid på 1930-talet hur hans arbeten var behäftade av en sentida förförståelse, utan bäring i källmaterialet. 
Hans arbeten The organisation of the early Christian churches (1881), The growth of church institutions (1887) och The influence of greek ideas and usages upon the Christian church (1890) utgavs i tysk översättning med tillägg av Adolf von Harnack. 
Resultaten av Hatchs studier över "Septuaginta" framlades i Essays in biblical greek (1889) och det efter hans död utgivna verket av honom och Henry A. Redpath A concordance to the Septuagint and the other greek versions of the old testament (2 band, 1891–97). 
Hatch var även psalmförfattare och skrev originaltexten till Blås på mig, skaparvind. Hans bror, Samuel C. Hatch, utgav minnesskriften Memorials of Edwin Hatch: sometime reader in ecclesiastical history in the University of Oxford, and rector of Purleigh, edited by his brother (1892).